# Ionuț Cioinac
Ionuț Adrian Cioinac (n. 14 ianuarie 1991, Craiova, România) este un fotbalist român, care joacă pe post de mijlocaș la Politehnica Timișoara în Liga a III-a.